# Afrodisiac (Brandy-album)
Az Afrodisiac című album Brandy amerikai énekesnő negyedik albuma. 2004-ben jelent meg. A dalok nagy részének Timbaland volt a producere. Brandy ezúttal nem Rodney Jerkinsszel dolgozott együtt, hanem nagyrészt Timbalanddel és Walter Millsappel, de a producerek közt szerepelt Warryn Campbell, Organized Noise, Ron Feemster, Big Chuck és Kanye West is.
Az album az amerikai U.S. Billboard 200 3. helyén nyitott, és 2008 áprilisáig 416 000 példány kelt el belőle, az Egyesült Államokon kívül azonban a legtöbb országban nem került be az első harminc közé a slágerlistán. Az album kritikai fogadtatása felülmúlta Brandy mindhárom előző albumáét, az AllMusic például Janet Jackson legjobb munkáihoz hasonlította. 2005-ben Grammy-díjra jelölték legjobb kortárs R&B album kategóriában.

## Felvételek
Lánya, Sy’rai születése (2002 június) után Brandy dolgozni kezdett akkor még cím nélküli negyedik albumán Mike City, Chris Ballard, Andy Murray producerek és férje, Robert „Big Bert” Smith segítségével. Az énekesnő erőteljesebb hangvételű albumot akart, mint az előző, a Full Moon, és így hamar Smith lett az album legfőbb producere, felváltva Brandy régi producerét és mentorát, Rodney „Darkchild” Jerkinset, aki az énekesnő szerint „kreatív szempontból más irányba tartott”. 2002 novembere végéig több demó és legalább négy teljes dal is elkészült, köztük a Ryde or Die (melyet később Jennifer Lopez rögzített 2005-ben megjelent Rebirth című albumához), és a Sunshine, amit a kislányuk ihletett. Smith 2003 tavaszára tervezte az album megjelenését, 2002 őszén azonban Brandy és Smith kapcsolata véget ért, és az album megjelenése is eltolódott.
Az énekesnő a korábbi dalok nagy részét elvetette, és Timbalandet kérte fel, hogy dolgozzon vele. „Timbaland tette igazán tüzessé az albumot” – jelentette ki Brandy. „A zene már önmagában, a hangom nélkül is történetet mesél el, ezért hagytam, hogy irányítson. Az, hogy egy már életteli dalra énekelhetek rá, egészen magával ragadott. Nagyszerű, szenvedélyes zene.” Candice Nelson és Steve „Static” Garrett dalszerzők, valamint Walter Millsap III társproducer segítségével Brandy és Timbaland tovább dolgoztak az albumon, melynek munkacíme ekkor Brandy beceneve, a B-Rocka volt, és úgy tervezték, 2003 karácsonyán jelentetik meg. Első közös daluk, a Turn It Up 2003 őszén kiszivárgott az internetre, és hamarosan promóciós bakelitlemezen is kiadták.
2003 novemberében az Atlantic Records bejelentette, hogy Brandy lassan befejezi még mindig cím nélküli albumát, melynek megjelenését 2004. március 2-ra tervezték. December második hetére tervezték a Black Pepper című dal videóklipjének forgatását. A dal azonban végül a lemezre sem került fel, és első kislemeznek a Talk About Our Love-ot választotta a kiadó. Ez a dal egyike volt annak a kettőnek, amelyiknek producere Kanye West volt és az utolsó pillanatban került az albumra (a másik a Where You Wanna Be.) Westet Geroid Roberson executive producer kérte fel rá, hogy dolgozzon Brandyvel, miután nagy sikereket ért el 2004-ben Alicia Keysnek, Janet Jacksonnak, Twistának és saját magának írt dalaival.

## Fogadtatása
Az Afrodisiacot jelölték a legjobb kortárs R&B-albumnak járó Grammy-díjra, és Brandy addigi albumai közül ez kapta a legjobb kritikákat. A Popmatters kritikája szerint az album minősége Timbaland „egyenletesebben érett és kihívást nyújtó” hatásának köszönhető. Az AllMusic „nagyon hallgathatónak” és „átérezhetőnek” nevezte, majd Janet Jackson legjobb munkáihoz hasonlította. Ettől függetlenül slágerlisták tekintetében Brandy karrierjének legkevésbé sikeres albuma lett: a Billboard 200 harmadik, a Top R&B/Hip-Hop albumslágerlista negyedik helyén nyitott az első héten elkelt 131 700 példánnyal. Bár az albumból egyre kevesebbet adtak el és már a nyolcadik héten lekerült a Billboard 200 slágerlista top 100-ából, végül 500 000 eladott példány után aranylemez lett. A nemzetközi egyesített slágerlistán elért ugyan a top 10-be, de az USA-n kívül a legtöbb ország slágerlistáján nem jutott be az első harminc közé.
Az albumról csak három kislemez jelent meg, bár felmerült, hogy az I Tried című dalt is megjelentetik. Az első kislemez, a Talk Abour Our Love Brandy ötödik top 10 slágere lett az Egyesült Királyságban, és a 16. helyig jutott az amerikai Billboard Hot R&B/Hip-Hop Songs listán, máshol azonban a top 30-ba is alig jutott be. Európában, Ázsiában és Ausztráliában a címadó dal, az Afrdisiac lett a második kislemez, szintén nem ért el kimagasló sikert, de Kínában a top 10-be, Ausztráliában, Franciaországban, Írországban, Svájcban és az Egyesült Királyságban a top 40-be került. Észak-Amerikában a Who Is She 2 U jelent meg második kislemezként, de a rádiós játszások hiánya miatt nem került fel az első ötven közé a Billboard Hot 100-on. 2005 márciusában a dalt Európában is megjelentették, hogy felhívják a figyelmet Brandy első válogatásalbumára, a The Best of Brandyre, de nem ért el sikert.

## Számlista
| #                  | Cím                                    | Szerzők | Hossz |
| ------------------ | -------------------------------------- | --- | ----- |
| 1.                 | Who I Am                               | Warryn Campbell, Jeffrey Campbell                                                                              | 3:35  |
| 2.                 | Afrodisiac                             | Kenisha Pratt, Kenneth Pratt, Tim Mosley                                                                       | 3:47  |
| 3.                 | Who Is She 2 U                         | Walter Millsap III, Candice Nelson, T. Mosley, Leon Ware, Jacqueline Hilliard                                  | 4:43  |
| 4.                 | Talk About Our Love (feat. Kanye West) | K. West, Harold Lilly, Carlos Wilson, Louis Wilson, Ricardo Wilson, Claude Cave II                             | 3:34  |
| 5.                 | I Tried                                | W. Millsap III, C. Nelson, T. Mosley, Will Champion, Steve Harris, Chris Martin, Guy Berryman, Johnny Buckland | 4:45  |
| 6.                 | Where You Wanna Be (feat. T.I.)        | K. West, H. Lilly                                                                                              | 3:32  |
| 7.                 | Focus                                  | W. Millsap III, C. Nelson, T. Mosley                                                                           | 4:07  |
| 8.                 | Sadiddy                                | K. Pratt, K. Pratt, T. Mosley                                                                                  | 4:00  |
| 9.                 | Turn It Up                             | W. Millsap III, C. Nelson, T. Mosley                                                                           | 4:12  |
| 10.                | Necessary                              | Rico Wade, Patrick Brown, Ray Murray, Cee Lo Green                                                             | 3:59  |
| 11.                | Say You Will                           | Theron Feemster                                                                                                | 3:50  |
| 12.                | Come As You Are                        | Steve „Static” Garrett, T. Mosley                                                                              | 3:44  |
| 13.                | Finally                                | W. Millsap III, C. Nelson, T. Mosley, B. Norwood, Hans Zimmer, Nick Glennie-Smith, S. Stern, Darryl Harper     | 3:53  |
| 14.                | How I Feel                             | W. Millsap III, C. Nelson, Erick Walls                                                                         | 4:41  |
| 15.                | Should I Go                            | W. Millsap III, C. Nelson, G. Berryman, J. Buckland, W. Champion, C. Martin, T. Mosley                         | 4:56  |
| Japán bónuszdal    |                                        | |       |
| 16.                | Nodding Off                            | W. Millsap III, C. Nelson, T. Mosley                                                                           | 4:10  |
| Korlátozott kiadás |                                        | |       |
| 16.                | Sirens                                 | S. Garret, T. Mosley                                                                                           | 3:59  |
| 17.                | Like It Was Yesterday                  | Mike City | 3:53  |
| 18.                | Nodding Off                            | W. Millsap III, C. Nelson, T. Mosley                                                                           | 4:10  |

Kiadatlan dalok
- About Brandy (Intro)[18]
- Adios (feat. Sean Paul) (Timbaland, Walter Milsap III, Candice Nelson, Sean Paul)[19]
- Black Pepper[12]
- Gone from Me (Christian Ballard, Lindy Benson, Andrew Murray)[20]
- Hush[12]
- I’ve Seen Your Kind Before (Jason Boyd, Brandy Norwood, Robert Smith)[21]
- Leave (B. Norwood, R. Smith, Blake English, Nora Payne)[22]
- Ryde or Die (B. Norwood, R. Smith, B. English) (megjelent Jennifer Lopez Rebirth című albumán)[22]
- Sunshine (producere Robert „Big Bert” Smith)[23]
- The Game Up (Timbaland, Harold Lilly)[19]

## Kislemezek
- Talk About Our Love (2004 március)
- Who Is She 2 U (2004 augusztus)
- Afrodisiac (2004 szeptember)

## Közreműködők
- Miri Ben-Ari – hegedű
- Shorty B. – basszusgitár
- Parris Bowens – billentyűk
- Bruce Fowler – karmester
- Larry Gold – karmester
- Don Harper –  karmester
- Mike Hartnett – gitár
- Keenan „Kee Note” Holloway – basszusgitár
- Glenn S. Jeffrey – gitár
- George „Spanky” McCurdy – percussion
- Nick Glennie-Smith – karmester
- DeMonica Plummer – karmester
- Ervin Pope – billentyűk
- Dave Robbins – billentyűk
- Thaddeus T. Tribbett – basszusgitár
- Eric Walls – gitár

### Produkció
- Executive producerek: Kyambo Joshua, Craig Kallman, Brandy Norwood, Gee Roberson
- Vokális producerek: Brandy Norwood, Kenny Hicks
- Vokális asszisztensek: Jo Ann Campbell, Steve „Static” Garrett, Tim Mosley, Kenisha Pratt, Kenneth Pratt
- Hangmérnökök: Bruce Beuchner, Sean Davis, Jimmy Douglas, Blake English, Jun Ishizeki, Cha Cha Jones, Eugene Toale
- Hangmérnökasszisztensek: Demacio Castellon, Ricky Chao, Jermeal Hicks, Halsey Quemere
- Keverés: Jimmy Douglass, Dave Lopez, Manny Marroquin, Peter Mokran, Tim „Timbaland” Mosley
- Maszterelés: Brian Gardner, Chris Gehringer
- A&R: Kyambo Joshua & Geroid Roberson
- Design: Julian Peploe
- Művészeti rendezés: Liz Barrett
- Fényképezés: Roger Ericson

## Helyezések
| Slágerlista (2004)                | Adatforrás                         | Legfelső helyezés | Minősítés  |
| --------------------------------- | ---------------------------------- | ----------------- | ---------- |
| USA Billboard 200                 | Billboard                          | 3                 | Aranylemez |
| USA Top R&B/Hip-Hop Albums        | Billboard                          | 4                 | Aranylemez |
| Brit albumslágerlista             | BPI/The Official UK Charts Company | 32                | Ezüstlemez |
| Francia albumslágerlista          | SNEP/IFOP                          | 57                |            |
| Japán külföldi albumslágerlista   | Oricon                             | 10                |            |
| Holland albumslágerlista          | MegaCharts                         | 45                |            |
| Kanadai Top 50 albumslágerlista   | CRIA/Nielsen SoundScan             | 34                |            |
| Kínai albumslágerlista            | IFPI                               | 9                 |            |
| Német albumslágerlista            | Media Control                      | 44                |            |
| Norvég albumslágerlista           | VG Nett                            | 34                |            |
| Svájci albumslágerlista           | Media Control                      | 26                |            |
| Svéd albumslágerlista             | GLF                                | 45                |            |
| Nemzetközi egyesített slágerlista | Media Traffic                      | 6                 |            |

## Érdekességek
- Brandy két, Timbalanddel együtt írt dalában is említi Aaliyah-t, akivel korábban Timbaland sokat dolgozott: a Turn It Up-ben („Make it hot, get Baby Girl’s attention / She’s more than a woman and we sure do miss her / I wanna represent her”) és a Should I Go-ban („This industry was more like a different world / When it was just me, Monica, and Baby Girl / Aaliyah, I never got to tell you how much you meant / I wish you and me both was sittin’ here workin’ with Tim”).[25]
- Rihanna azt nyilatkozta, az album nagy hatással volt az ő 2007-ben megjelent Good Girl Gone Bad című albumára.[26]